# (32054) Musunuri
(32054) Musunuri est un astéroïde de la ceinture principale.

## Description
(32054) Musunuri est un astéroïde de la ceinture principale. Il fut découvert le 7 mai 2000 à Socorro (Nouveau-Mexique) par le projet LINEAR. Il présente une orbite caractérisée par un demi-grand axe de 2,31 UA, une excentricité de 0,09 et une inclinaison de 5,5° par rapport à l'écliptique.

## Compléments